# Autreat
Autreat (« Autistic retreat », soit refuge autistique) est la première réunion événementielle organisée par et pour des personnes autistes, en l’occurrence en 1996. Ces réunions sont conçues pour être autism friendly.  
En 2004, la réunion Autreat accueille des participants venus de nombreux pays, en plus des États-Unis, du Royaume-Uni et du Canada, où le mouvement a historiquement démarré. Entre autres, ils viennent d'Australie, de Finlande, d'Israël, du Japon, de Nouvelle-Zélande et de Norvège. 
Steve Silberman témoigne que la fréquentation d'Autreat lui a été beaucoup plus utile pour comprendre ce que vivent les personnes autistes que la lecture d'une centaine d'études sur le sujet : « [...] ils m'ont offert la chance de représenter une minorité neurologique pour la première fois de ma vie, ce qui m'a ouvert l'esprit sur les défis que les personnes autistes doivent relever dans une société qui n'a pas été bâtie pour eux, et m'a détrompé sur certains préjugés pernicieux, tel que celui selon lequel les personnes autistes manqueraient d'humour et d'imagination créatrice. Après seulement quatre jours au « pays des autistes », le monde ordinaire m'est apparu comme un assaut sensoriel permanent ».
Les réunions Autreat ont introduit un concept inverse à celui des réunions de parents et de professionnels de santé sur la thématique de l'autisme, le panel « demandez à un neurotypique », dont le principe est de permettre à des personnes autistes de poser des questions à des personnes non-autistes.